# Gustave Bauer
Gustave George Bauer (Newark, Nova Jersey, 3 d'abril de 1884 - 1947) va ser un lluitador estatunidenc que va competir a primers del segle xx. El 1904 va prendre part en els Jocs Olímpics de Saint Louis, on va guanyar la medalla de plata en la categoria de pes mosca, de fins a 52,2 kg, en perdre a la final contra George Mehnert. En el seu palmarès també destaquen sis campionats de l'AAU entre 1905 i 1912.